# European Rugby Challenge Cup 2020-21
La Copa Desafío Europeo de Rugby 2020-21, conocida oficialmente como European Rugby Challenge Cup (ERCC) fue la 25.ª edición de la competición.
El día 11 de enero de 2021, todos los partidos fueron suspendidos temporalmente debido a las restricciones impuestas relacionadas con la pandemia de COVID-19.

## Equipos
| - Leicester Tigers - London Irish - Newcastle Falcons - Worcester Warriors | - Agen - Bayonne - Brive - Castres - Pau - Stade Français | - Benetton - Zebre | - Cardiff Blues - Ospreys |

## Modo de disputa
El número de equipos participantes es de 14, divididos en un grupo, cada equipo disputará cuatro encuentros, frente a dos rivales en condición de local y de visita, al final de la fase regular los mejores ocho equipos clasificarán a los octavos de final en donde se enfrentarán a los equipos transferidos desde la European Rugby Champions Cup 2020-21.

### Sistema de puntuación
Los cuatro participantes se agrupan en una tabla general teniendo en cuenta los resultados de los partidos mediante un sistema de puntuación, la cual se reparte:
- 4 puntos por victoria.
- 2 puntos por empate.
- 0 puntos por derrota.

También se otorga punto bonus, ofensivo y defensivo:
- El punto bonus ofensivo se obtiene al marcar cuatro (4) o más tries.
- El punto bonus defensivo se obtiene al perder por una diferencia de hasta siete (7) puntos.

## Fase de grupos
Actualizado a últimos partidos disputados el 20 de diciembre de 2020 (2.ª Jornada).
| Pos. | Equipo             | Encuentros | Encuentros | Encuentros | Encuentros | Tantos | Tantos | Tantos | PB | PB | Puntos |
| Pos. | Equipo             | PJ         | PG         | PE         | PP         | F      | C      | Dif    | BO | BD | Puntos |
| ---- | ------------------ | ---------- | ---------- | ---------- | ---------- | ------ | ------ | ------ | -- | -- | ------ |
| 1.º  | London Irish       | 2          | 2          | 0          | 0          | 60     | 25     | +35    | 2  | 0  | 10     |
| 2.º  | Ospreys            | 2          | 2          | 0          | 0          | 77     | 44     | +33    | 2  | 0  | 10     |
| 3.º  | Cardiff Blues      | 2          | 2          | 0          | 0          | 61     | 20     | +41    | 1  | 0  | 9      |
| 4.º  | Leicester Tigers   | 2          | 2          | 0          | 0          | 67     | 37     | +30    | 1  | 0  | 9      |
| 5.º  | Zebre              | 2          | 1          | 1          | 0          | 43     | 41     | +2     | 0  | 0  | 6      |
| 6.º  | Agen               | 2          | 1          | 0          | 1          | 36     | 34     | +2     | 1  | 0  | 5      |
| 7.º  | Benetton           | 2          | 1          | 0          | 1          | 44     | 48     | -4     | 1  | 0  | 5      |
| 8.º  | Newcastle Falcons  | 2          | 1          | 0          | 1          | 46     | 50     | -4     | 0  | 0  | 4      |
| 9.º  | Pau                | 2          | 1          | 0          | 1          | 41     | 46     | -5     | 0  | 0  | 4      |
| 10.º | Bayonne            | 2          | 0          | 1          | 1          | 45     | 53     | -8     | 0  | 0  | 2      |
| 11.º | Worcester Warriors | 2          | 0          | 0          | 2          | 49     | 62     | -13    | 1  | 1  | 2      |
| 12.º | Brive              | 2          | 0          | 0          | 2          | 33     | 57     | -24    | 0  | 1  | 1      |
| 13.º | Castres            | 2          | 0          | 0          | 2          | 32     | 65     | -33    | 0  | 0  | 0      |
| 14.º | Stade Français     | 2          | 0          | 0          | 2          | 20     | 72     | -52    | 0  | 0  | 0      |

Nota: Se otorgan 4 puntos al equipo que gane un partido, 2 al que empate y 0 al que pierda
Puntos Bonus: 1 punto por convertir 4 tries o más en un partido y 1 al equipo que pierda por no más de 7 tantos de diferencia
|  | Clasificados a los octavos de final. |

### Primera Fecha
| 11 de diciembre de 2020 | Stade Français | 20 - 44 | Benetton |  |  |

| 11 de diciembre de 2020 | Leicester Tigers | 39 - 17 | Brive |  |  |

| 11 de diciembre de 2020 | Newcastle Falcons | 20 - 33 | Cardiff Blues |  |  |

| 12 de diciembre de 2020 | Zebre | 25 - 25 | Bayonne |  |  |

| 12 de diciembre de 2020 | Agen | 8 - 34 | London Irish |  |  |

| 12 de diciembre de 2020 | Pau | 24 - 20 | Worcester Warriors |  |  |

| 12 de diciembre de 2020 | Ospreys | 39 - 15 | Castres |  |  |

### Segunda Fecha
| 18 de diciembre de 2020 | Castres | 17 - 26 | Newcastle Falcons |  |  |

| 18 de diciembre de 2020 | Brive | 16 - 18 | Zebre |  |  |

| 19 de diciembre de 2020 | Benetton | 0 - 28 | Agen |  |  |
| El partido fue cancelado debido a un brote de COVID-19 en Benetton, se otorgó el triunfo a Agen por un marcador de 28 a 0 con punto bonus. |          |        |      |  |  |

| 19 de diciembre de 2020 | Worcester Warriors | 29 - 38 | Ospreys |  |  |

| 19 de diciembre de 2020 | Bayonne | 20 - 28 | Leicester Tigers |  |  |

| 20 de diciembre de 2020 | London Irish | 26 - 17 | Pau |  |  |

| 20 de diciembre de 2020 | Cardiff Blues | 28 - 0 | Stade Français |  |  |
| El partido fue cancelado debido a un brote de COVID-19 en Stade Français, se otorgó el triunfo a Cardiff por un marcador de 28 a 0 con punto bonus. |               |        |                |  |  |

### Tercera Fecha
- Los partidos fueron cancelados a consecuencia de la pandemia de COVID-19, manteniéndose los resultados de la primera y segunda fecha para confeccionar los cruces en las etapas eliminatorias.

| 15 de enero de 2021 | Pau | Cancelado | London Irish |  |  |

| 15 de enero de 2021 | Leicester Tigers | Cancelado | Bayonne |  |  |

| 15 de enero de 2021 | Agen | Cancelado | Benetton |  |  |

| 15 de enero de 2021 | Ospreys | Cancelado | Worcester Warriors |  |  |

| 16 de enero de 2021 | Zebre | Cancelado | Brive |  |  |

| 16 de enero de 2021 | Newcastle Falcons | Cancelado | Castres |  |  |

| 16 de enero de 2021 | Stade Français | Cancelado | Cardiff Blues |  |  |

### Cuarta Fecha
- Los partidos fueron cancelados a consecuencia de la pandemia de COVID-19, manteniéndose los resultados de la primera y segunda fecha para confeccionar los cruces en las etapas eliminatorias.

| 22 de enero de 2021 | Bayonne | Cancelado | Zebre |  |  |

| 23 de enero de 2021 | Benetton | Cancelado | Stade Français |  |  |

| 23 de enero de 2021 | London Irish | Cancelado | Agen |  |  |

| 23 de enero de 2021 | Worcester Warriors | Cancelado | Pau |  |  |

| 23 de enero de 2021 | Cardiff Blues | Cancelado | Newcastle Falcons |  |  |

| 23 de enero de 2021 | Castres | Cancelado | Ospreys |  |  |

| 23 de enero de 2021 | Brive | Cancelado | Leicester Tigers |  |  |

## Fase Final

### Octavos de final
| 2 de abril de 2021 | Zebre | 27 - 35 | Bath | Stadio Sergio Lanfranchi, Parma |  |

| 2 de abril de 2021 | London Irish | 41 - 35 | Cardiff Blues | Brentford Community Stadium, Brentford |  |

| 2 de abril de 2021 | Montpellier | 26 - 21 | Glasgow Warriors | Estadio GGL, Montpellier |  |

| 3 de abril de 2021 | Benetton | 29 - 16 | Agen | Stadio Comunale di Monigo, Treviso |  |

| 3 de abril de 2021 | Ospreys | 24 - 28 | Newcastle Falcons | Liberty Stadium, Swansea |  |

| 3 de abril de 2021 | Dragons | 39 - 43 | Northampton Saints | Rodney Parade, Newport |  |

| 3 de abril de 2021 | Leicester Tigers | 48 - 32 | Connacht | Welford Road Stadium, Leicester |  |

| 4 de abril de 2021 | Harlequins | 21 - 57 | Ulster | Twickenham Stoop, Londres |  |

### Cuartos de final
| 9 de abril de 2021 | Bath | 26 - 13 | London Irish | The Recreation Ground, Bath |  |

| 10 de abril de 2021 | Leicester Tigers | 39 - 15 | Newcastle Falcons | Welford Road Stadium, Leicester |  |

| 10 de abril de 2021 | Northampton Saints | 27 - 35 | Ulster | Franklin's Gardens, Northampton |  |

| 10 de abril de 2021 | Montpellier | 31 - 25 | Benetton | Estadio GGL, Montpellier |  |

### Semifinal
| 30 de abril de 2021 | Leicester Tigers | 33 - 24 | Ulster | Welford Road Stadium, Leicester |  |

| 1 de mayo de 2021 | Bath | 10 - 19 | Montpellier | The Recreation Ground, Bath |  |

### Final
| 21 de mayo de 2021 | Montpellier | 18 - 17 | Leicester Tigers | Twickenham Stadium, Londres |  |

| Bandera de Francia  |
| Campeón Montpellier |
| Segundo título      |